# Mohamed Ahmed Chaker
Mohamed Ahmed Chaker est un homme politique égyptien. Il est actuellement le ministre de l’Électricité et de l’Énergie égyptien.

## Biographie
En mai 2014, Abdel Fattah al-Sissi est nommé président de l’Égypte et lors de la composition de son premier gouvernement dirigé par Ibrahim Mahlab, il nomme Mohamed Ahmed Chaker ministre de l’Électricité et de l’Énergie égyptien.
En septembre 2015, Mohamed Ahmed Chaker est renommé par le président Abdel Abdel Fattah al-Sissi, ministre de l’Électricité et de l’Énergie égyptien du nouveau gouvernement dirigé par le premier ministre Chérif Ismaïl.
En juin 2018, lors d'un remaniement ministériel, il conserve son portefeuille dans le gouvernement Mostafa Madbouli et prête serment le jeudi 14 juin 2018.